# Scottish Premier Division 1994-1995
La Scottish Premier Division 1994-1995 è stata la 98ª edizione della massima serie del campionato scozzese di calcio, disputato tra il 13 agosto 1994 e il 13 maggio 1995 e concluso con la vittoria dei Rangers, al loro quarantacinquesimo titolo, il settimo consecutivo.
Capocannoniere del torneo è stato Tommy Coyne (Motherwell) con 16 reti.

## Stagione

### Novità
Il numero di squadre partecipanti è sceso a 10. Il numero di squadre retrocesse da tre si è risotto ad uno solo, con una promossa dalla Scottish First Division. Venne introdotto uno spareggio promozione-retrocessione tra la nona squadra classificata in Scottish Premier Division e la seconda classificata in Scottish First League. Chi si aggiudicava lo spareggio, da tenere in un doppio match di andata e ritorno, guadagnava il titolo per disputare la massima serie l'anno successivo.
È stato il primo torneo della massima serie scozzese in cui la vittoria comportava l'assegnazione di tre punti in classifica.
A causa del ranking UEFA 1994 e la concomitante creazione della Coppa Intertoto UEFA, la Scozia perse un ulteriore posto valido per la Coppa UEFA. 

### Formula
Le 10 squadre si affrontarono in match di andata-ritorno-andata-ritorno, per un totale di 36 giornate.

## Squadre partecipanti
| Club            | Stagione | Città      | Stadio            | Stagione precedente                           |
| --------------- | -------- | ---------- | ----------------- | --------------------------------------------- |
| Aberdeen        | dettagli | Aberdeen   | Pittodrie Stadium | 2º posto in Scottish Premier Division         |
| Celtic          | dettagli | Glasgow    | Hampden Park      | 4º posto in Scottish Premier Division         |
| Dundee Utd      | dettagli | Dundee     | Tannadice Park    | 6º posto in Scottish Premier Division         |
| Falkirk         | dettagli | Falkirk    | Brockville Park   | 1º posto in Scottish First Division, promosso |
| Hearts          | dettagli | Edimburgo  | Tynecastle Park   | 7º posto in Scottish Premier Division         |
| Hibernian       | dettagli | Edimburgo  | Easter Road       | 5º posto in Scottish Premier Division         |
| Kilmarnock      | dettagli | Kilmarnock | Rugby Park        | 8º posto in Scottish Premier Division         |
| Motherwell      | dettagli | Motherwell | Fir Park          | 3º posto in Scottish Premier Division         |
| Partick Thistle | dettagli | Glasgow    | Firhill Stadium   | 9º posto in Scottish Premier Division         |
| Rangers         | dettagli | Glasgow    | Ibrox Park        | 1º posto in Scottish Premier Division         |

## Classifica finale
Fonte:
|       | Pos. | Squadra         | Pt | G  | V  | N  | P  | GF | GS | DR  |
| ----- | ---- | --------------- | -- | -- | -- | -- | -- | -- | -- | --- |
|       | 1.   | Rangers         | 69 | 36 | 20 | 9  | 7  | 60 | 35 | 25  |
|       | 2.   | Motherwell      | 54 | 36 | 14 | 12 | 10 | 50 | 50 | 0   |
|       | 3.   | Hibernian       | 53 | 36 | 12 | 17 | 7  | 49 | 37 | 12  |
| [ 4 ] | 4.   | Celtic          | 51 | 36 | 11 | 18 | 7  | 39 | 33 | 6   |
|       | 5.   | Falkirk         | 48 | 36 | 12 | 12 | 12 | 48 | 47 | 1   |
|       | 6.   | Hearts          | 43 | 36 | 12 | 7  | 17 | 44 | 51 | -7  |
|       | 7.   | Kilmarnock      | 43 | 36 | 11 | 10 | 15 | 40 | 48 | -8  |
|       | 8.   | Partick Thistle | 43 | 36 | 10 | 13 | 13 | 40 | 50 | -10 |
|       | 9.   | Aberdeen        | 41 | 36 | 10 | 11 | 15 | 43 | 46 | -3  |
|       | 10.  | Dundee Utd      | 36 | 36 | 9  | 9  | 18 | 40 | 56 | -16 |

Legenda:
      Campione di Scozia e qualificata in UEFA Champions League 1995-1996.
      Qualificata alla Coppa delle Coppe 1995-1996.
      Qualificata alla Coppa UEFA 1995-1996.
      Ammessa alla Coppa Intertoto 1995.
  Partecipa allo spareggio promozione-retrocessione.
      Retrocesso in Scottish First Division 1995-1996.
Regolamento:
Tre punti a vittoria, uno a pareggio, zero a sconfitta.
A parità di punti, le posizioni in classifica venivano determinate sulla base della differenza reti.

## Spareggi

### Spareggio promozione-retrocessione
A disputare lo spareggio furono la nona classificata della Premier Division, l'Aberdeen, contro la seconda classificata della Scottish First Division, il Dunfermline. Il doppio confronto vide trionfare i Dons in entrambi i match.
|             | Risultati |             | Luogo e data                |
| ----------- | --------- | ----------- | --------------------------- |
| Aberdeen    | 3-1       | Dunfermline | Aberdeen, 21 maggio 1995    |
| Dunfermline | 1-3       | Aberdeen    | Dunfermline, 25 maggio 1995 |
|             |           |             |                             |

## Statistiche

### Squadre

#### Capoliste solitarie
|    | ——  | —— | ——  | ——  | ——  | ——  | —— | ——      | ——      | ——      | ——      | ——      | ——      | ——      | ——      | ——      | ——      | ——      | ——      | ——      | ——      | ——      | ——      | ——      | ——      | ——      | ——      | ——      | ——      | ——      | ——      | ——      | ——      | ——      | ——      | —— |  |
|    | Ran |    | Cel | Ran | Cel | Ran |    | Rangers | Rangers | Rangers | Rangers | Rangers | Rangers | Rangers | Rangers | Rangers | Rangers | Rangers | Rangers | Rangers | Rangers | Rangers | Rangers | Rangers | Rangers | Rangers | Rangers | Rangers | Rangers | Rangers | Rangers | Rangers | Rangers | Rangers | Rangers |    |  |
|    |     |    |     |     |     |     |    |         |         |         |         |         |         |         |         |         |         |         |         |         |         |         |         |         |         |         |         |         |         |         |         |         |         |         |         |    |  |
|    |     |    |     |     |     |     |    |         |         |         |         |         |         |         |         |         |         |         |         |         |         |         |         |         |         |         |         |         |         |         |         |         |         |         |         |    |  |
| 1ª | 2ª  | 3ª | 4ª  | 5ª  | 6ª  | 7ª  | 8ª | 9ª      | 10ª     | 11ª     | 12ª     | 13ª     | 14ª     | 15ª     | 16ª     | 17ª     | 18ª     | 19ª     | 20ª     | 21ª     | 22ª     | 23ª     | 24ª     | 25ª     | 26ª     | 27ª     | 28ª     | 29ª     | 30ª     | 31ª     | 32ª     | 33ª     | 34ª     | 35ª     | 36ª     |    |  |

### Individuali

#### Classifica marcatori
| Gol |  |  | Giocatore       | Squadra    |
| --- |  |  | --------------- | ---------- |
| 16  |  |  | Tommy Coyne     | Motherwell |
| 15  |  |  | Billy Dodds     | Aberdeen   |
| 13  |  |  | Mark Hateley    | Rangers    |
| 10  |  |  | Douglas Arnott  | Motherwell |
| 10  |  |  | Darren Jackson  | Hibernian  |
| 10  |  |  | Brian Laudrup   | Rangers    |
| 10  |  |  | Michael O'Neill | Hibernian  |
| 10  |  |  | John Robertson  | Hearts     |
| 10  |  |  | Keith Wright    | Hibernian  |